# Labège
 Labège  es una población y comuna francesa, en la región de Mediodía-Pirineos, departamento de Alto Garona, en el distrito de Toulouse y cantón de Castanet-Tolosan.

## Demografía
| 585 | 683 | 1403 | 1628 | 2148 | 3152 |
| Para los censos de 1962 a 1999 la población legal corresponde a la población sin duplicidades (Fuente: INSEE [Consultar]) |     |      |      |      |      |

## Monumentos

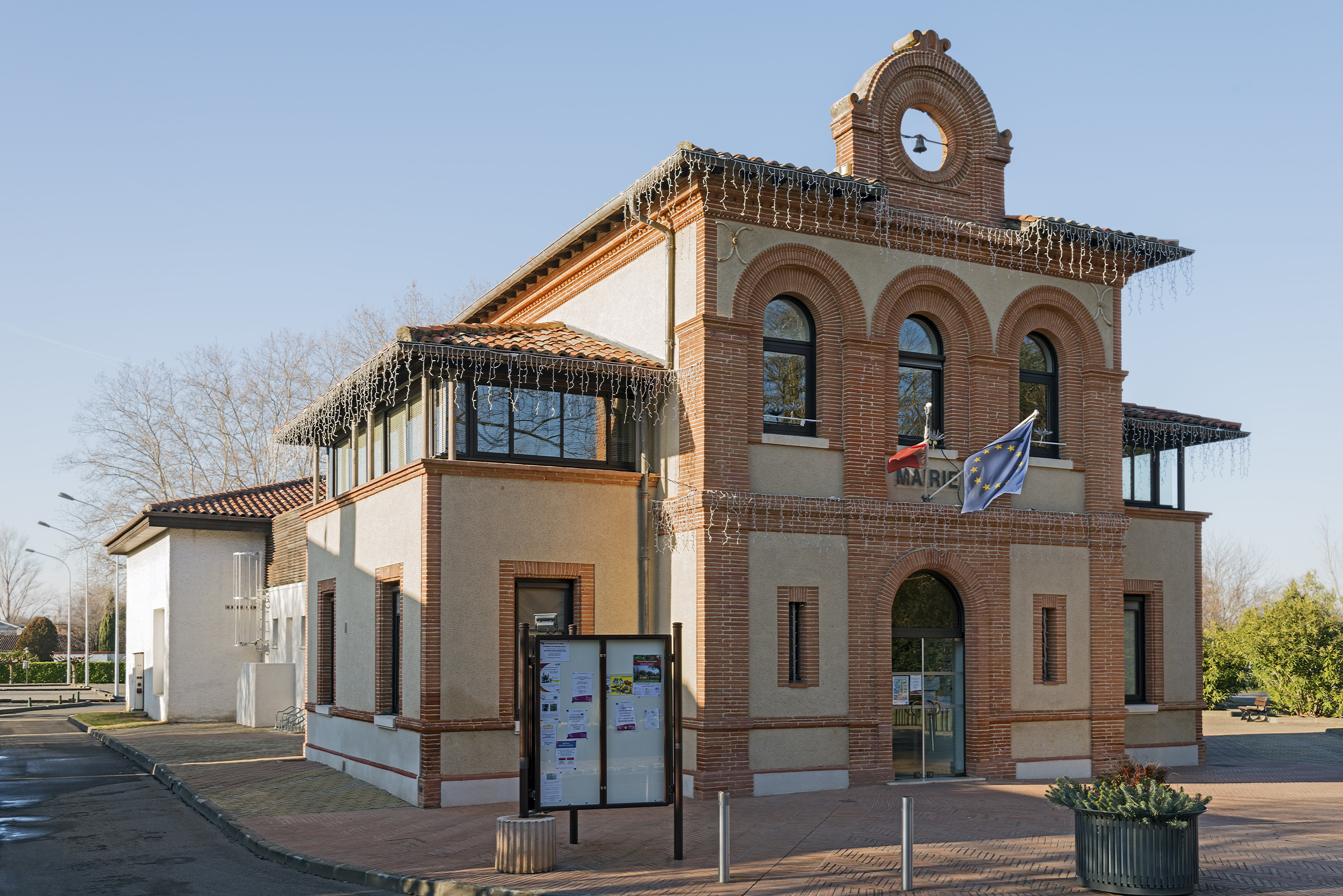
Ayuntamiento
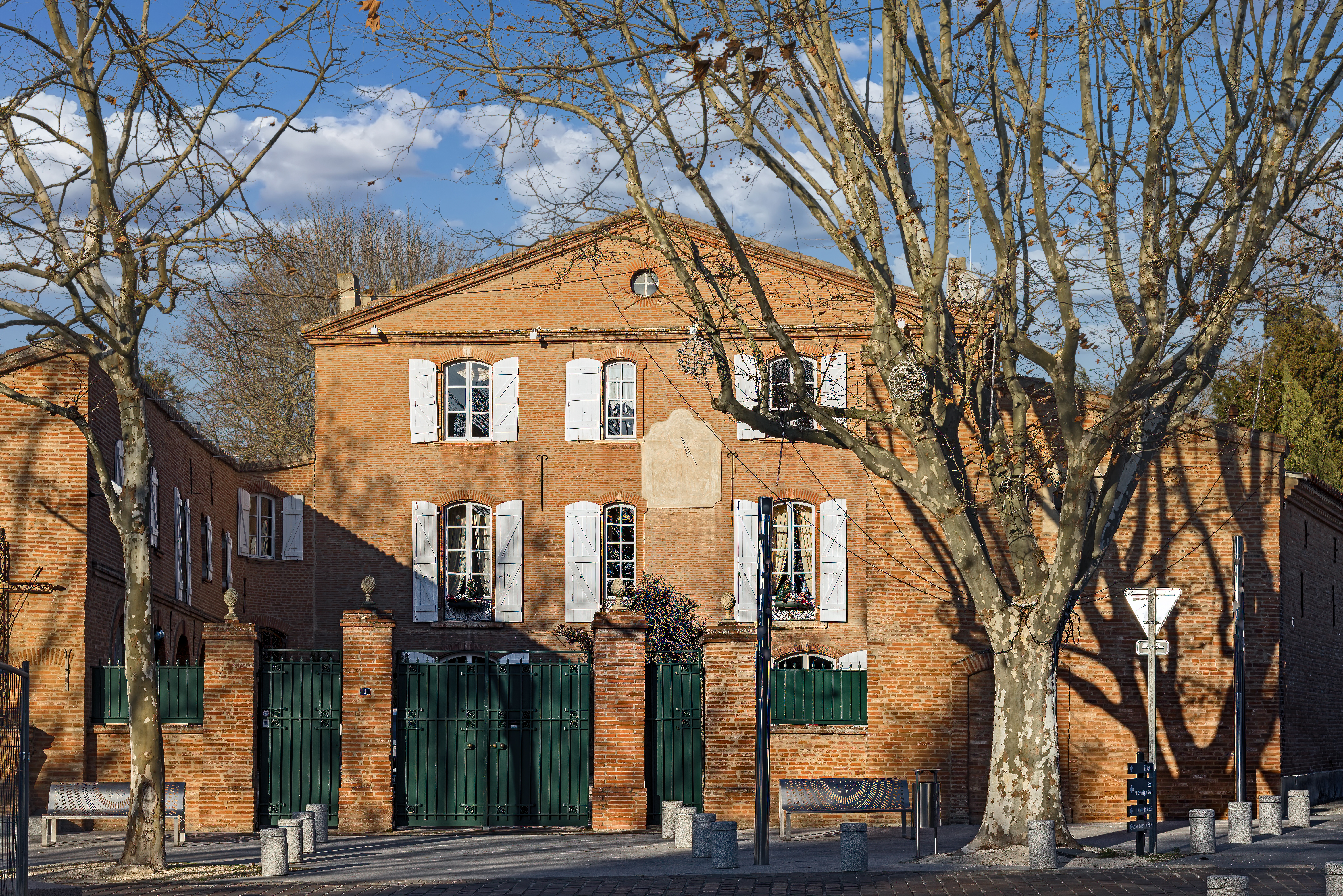
Casa señorial.
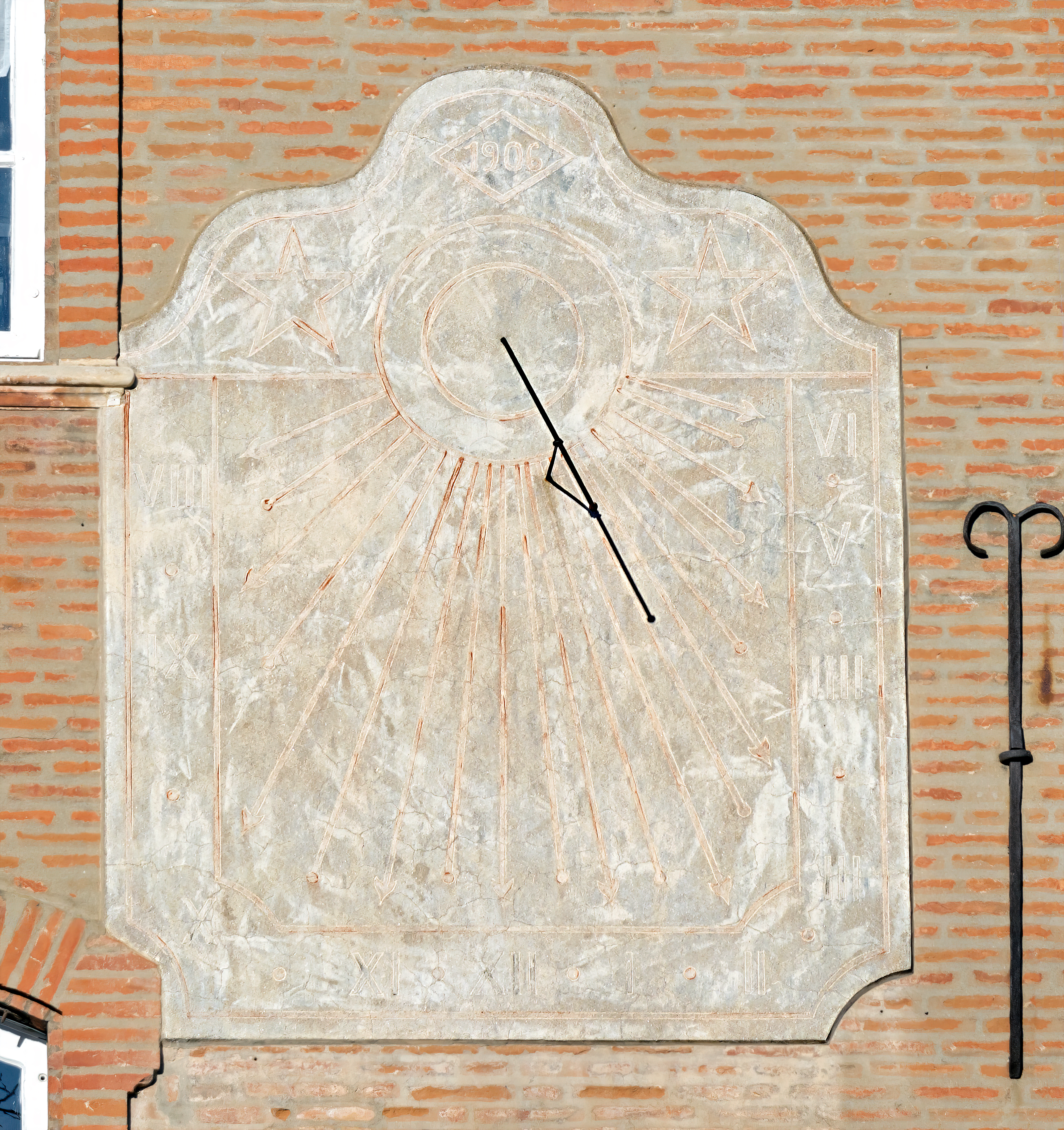
Reloj de sol de 1906
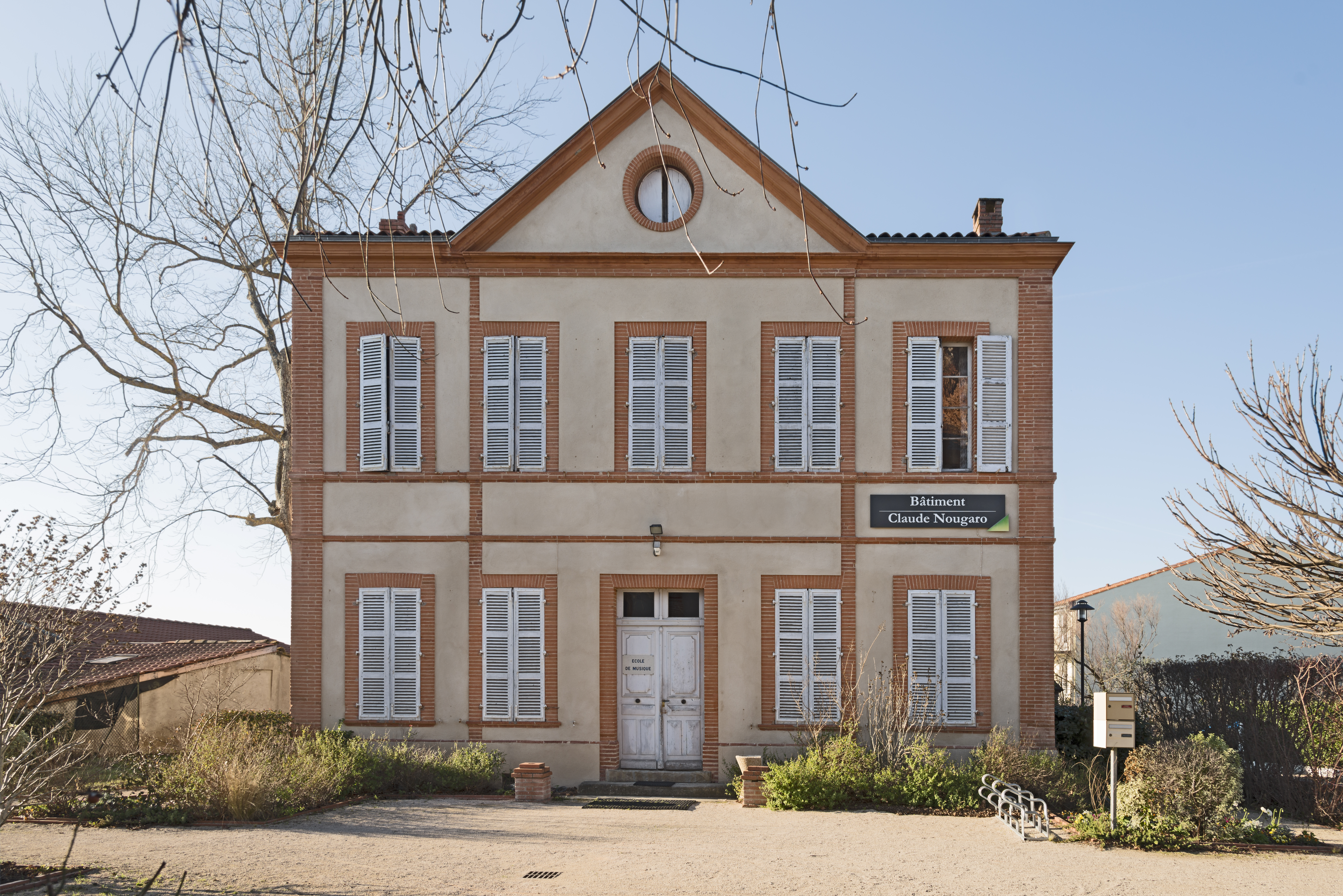
Escuela de música de Claude Nougaro
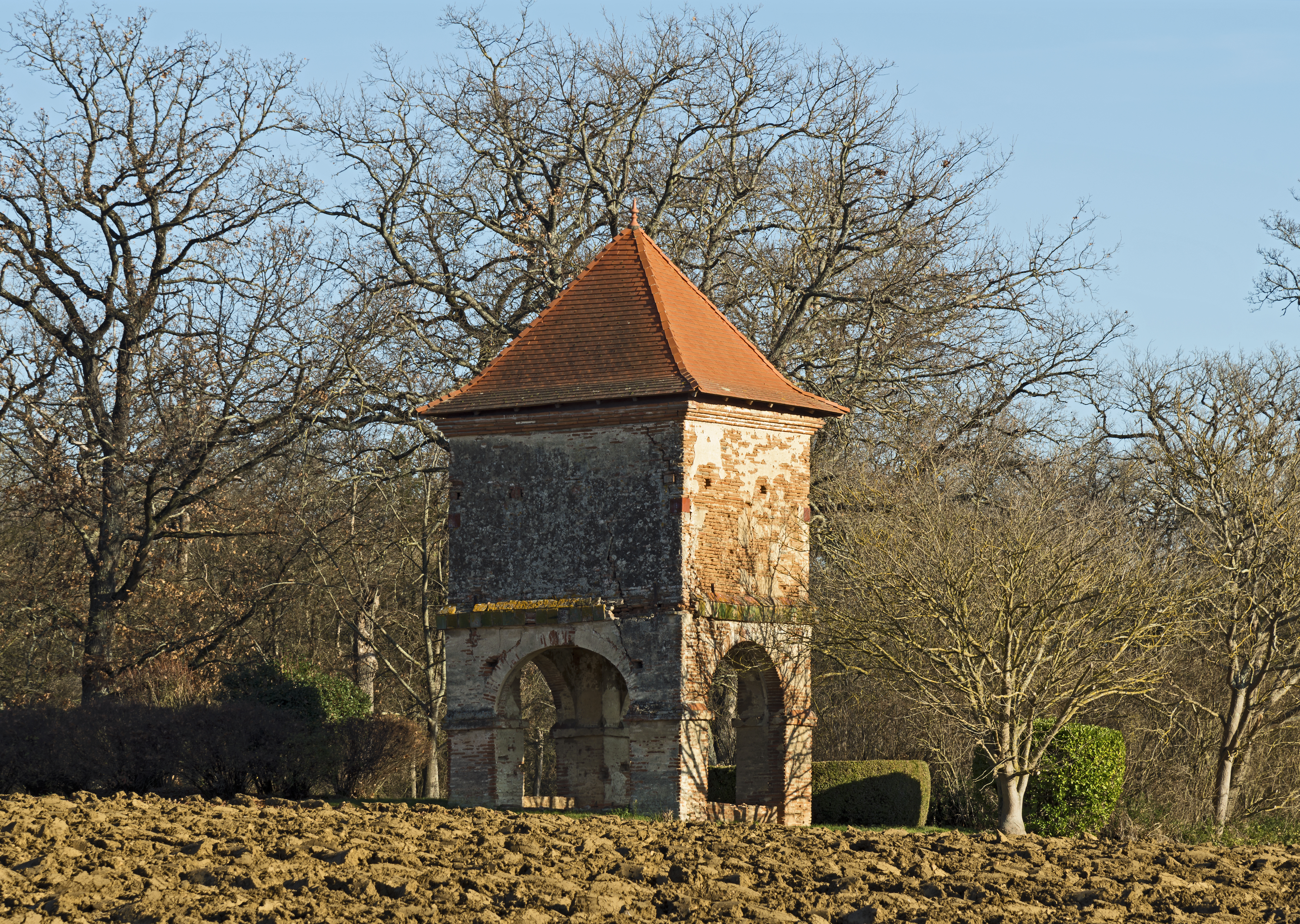
Palomar de Bouysset.
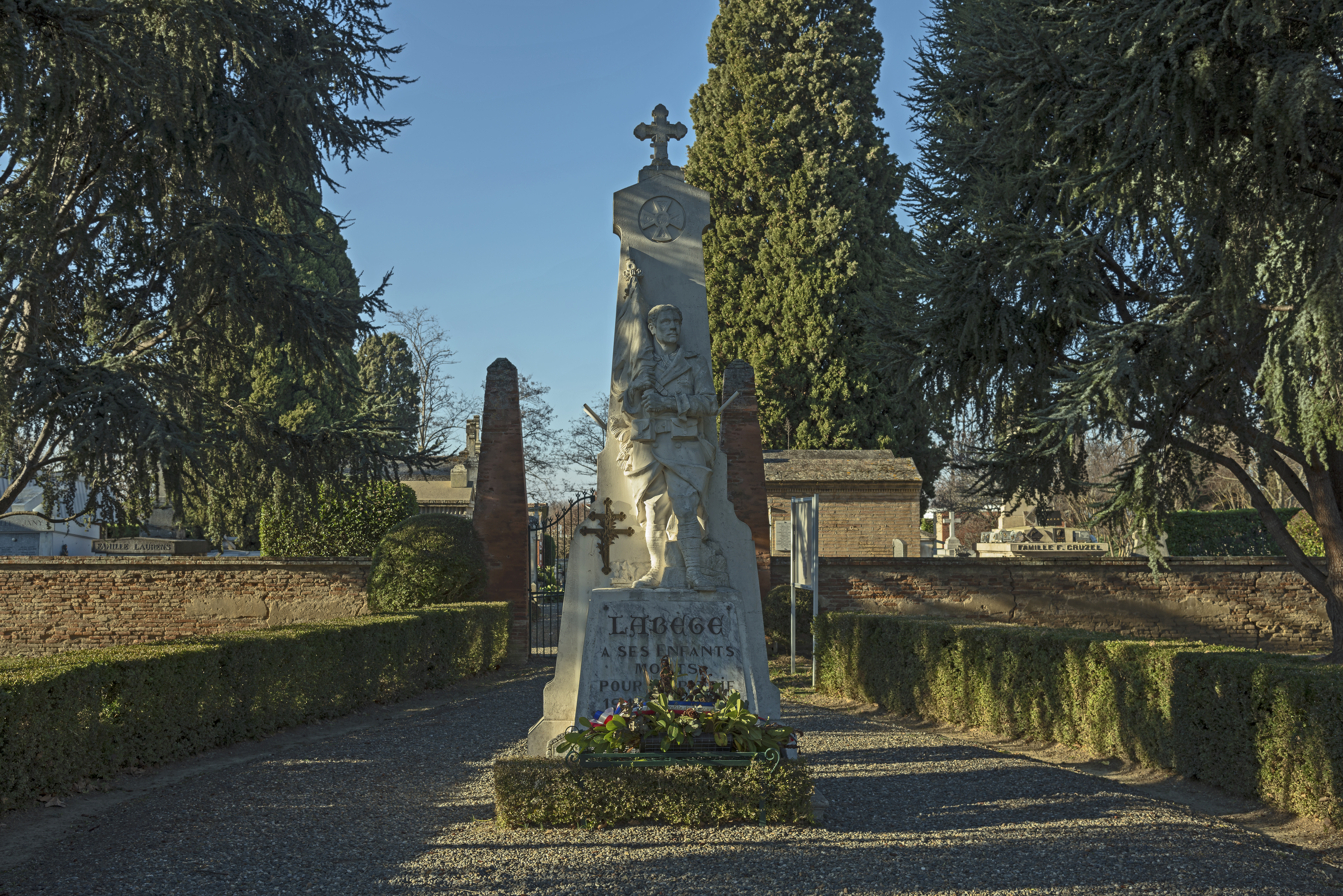
El monumento de la guerra